# 1986 RS1
1986 RS1 är en asteroid i huvudbältet som upptäcktes den 5 september 1986 av den tjeckiske astronomen Antonín Mrkos vid Kleť-observatoriet i Tjeckien.
Asteroiden har en diameter på ungefär 4 kilometer och den tillhör asteroidgruppen Levin.